# Suej-jang (Che-nan)
Suej-jang (čínsky pchin-jinem Suīyáng, znaky zjednodušené 睢阳, tradiční 睢陽) je městský obvod v městské prefektuře Šang-čchiou, provincie Che-nan, Čínské lidové republiky. Leží na východě Che-nanu, roku 2010 měl 748 tisíc obyvatel s trvalým pobytem, celkem v něm pobývalo 882 tisíc lidí.

## Historie
Okres Suej-jang vznikl v říši Čchin. V období Západní Chan císař Wen-ti jmenoval svého syna Liou Wua knížetem z Liang (梁王) se sídlem v Suej-jangu. Za následujícího panovníka, během povstání sedmi knížat, zůstal liangský kníže věrný císaři a získal za to značná privilegia. V období tří říší region náležel k říši Wej a úděl Liang, jehož byl okres Suej-jang součástí, byl reorganizován v komandérii Liang (梁郡).
Ve státě Sung roku 462 byl okres Suej-jang přejmenován v Jung-čchun (寿春). V říši Suej byla roku 586 komandérie Liang reorganizována v kraj Sung (宋州) a roku 598 nové jméno dostal i okres Suej-jang, nazývaný pak Sung-čcheng (宋城).
V říši Sung roku 1006 místo kraje Sung zaujala prefektura Jing-tchien, od roku 1014 formálně jedno z hlavních měst říše. Koncem první čtvrtiny 12. století region Džürčeni začlenili do svého státu Ťin, roku 1200 se okres Sung-čcheng vrátil k názvu Suej-jang.
Roku 1545, již v mingské říši, byl okres Suej-jang přejmenován na okres Šang-čchiou (商丘).
V Čínské lidové republice byla v letech 1950–1960 a 1961–1997 z okresu Šang-čchiou vydělena urbanizovaná část jako samostatné město, roku 1997 bylo město i okres Šang-čchiou reorganizováno v okres Suej-jang podřízený současně vzniklé městské prefektuře Šang-čchiou.